# Podgaj, Šentjur
Podgaj este o localitate din comuna Šentjur, Slovenia, cu o populație de 90 de locuitori.